# Hermann Josef Wehrle
Hermann Josef Wehrle (26 de julio de 1899 - 14 de septiembre de 1944) fue un sacerdote católico alemán que fue ejecutado después del complot del 20 de julio de 1944.
Wehrle fue reclutado por el Ejército alemán en la I Guerra Mundial. El 10 de diciembre de 1918 se unió al seminario católico en Fulda pero lo abandonó pronto y empezó a estudiar filosofía y filosofía católica en Frankfurt. Trabajó como periodista y en la biblioteca pública de Frankfurt.
En 1938 Wehrle trabajaba en la escuela pública de Marktbreit, pero fue obligado a renunciar a causa de su falta de apoyo a los nazis. Entonces empezó a estudiar teología católica en la abadía de Santa Otilia. Después de que el monasterio fuera disuelto en abril de 1941 Wehrle se unió al seminario de Freising y fue ordenado el 6 de abril de 1942. Trabajó en las congregaciones católicas de Planegg y en Heilig Blut (Múnich-Bogenhausen) y estuvo en contacto con Alfred Delp.
El 13 de diciembre de 1943 Ludwig Freiherr von Leonrod le pidió bajo secreto de confesión sobre la justificación teológica del tiranicidio. Leonrod estaba involucrado en el complot del 20 de julio y habló a la Gestapo sobre su confesión. Wehrle fue arrestado el 18 de agosto de 1944 y examinado como testigo en el juicio contra Leonrod.
Fue sentenciado a muerte por el Volksgerichtshof el 14 de septiembre de 1944 por su conocimiento del complot y ejecutado ese mismo día en la prisión de Plötzensee junto a Heinrich Graf zu Dohna-Schlobitten, Nikolaus von Üxküll-Gyllenband y Michael Graf von Matuschka.